# Intensive short-term dynamic psychotherapy
Intensive Short-Term Dynamic Psychotherapy (ISTDP) er en form for psykodynamisk korttidsterapi udviklet gennem empirisk, video-optaget forskning af Habib Davanloo. ISTDPs primære formål er at hjælpe klienten med at overkomme indre modstand mod at opleve sande følelser, i nutid og fortid, der har været undveget og fejet til siden fordi de enten er for skræmmende eller smertefulde. Metoden er intensiv derved at den søger at hjælpe klienten med at være i de undvegne følelser i højest mulige grad; den er kort tid derved at den søger at opnå denne oplevelse eller gennembrud så hurtigt som muligt; den er dynamisk (dvs. psykodynamisk) fordi den indebærer et arbejde med ubevidste krafter og overføringsmekanismer.

## Historie
Terapimodellen blev udviklet mellem 1960'erne og 1990'erne af Habib Davanloo, en psykiatriker og psykoanalytiker fra Montreal der i stigende grad var blevet frustreret af længden og den begrænsede effektivitet i psykoanalyse. Han optog sessioner med klienter på video og så optagelserne ned i detaljerne for at bestemme så præcist som muligt hvilke former for interventioner som var mest effektive til at overkomme modstand, som holder smertefulde eller skræmmende følelser ud af opmærksomheden og som forhindrer nærhed mellem personer.

## Metode
Davanloos konfrontative teknik kredser omkring tre måder at gå til klienten på: pres (pressure), udfordring (challenge) og direkte sammenstød (head-on collision).

## Rescourcer om ISTDP

### Skandinavien
I norden er ISTDP en af de foretrukne psykoterapeutiske modellen i psykiatrien.
- Det Danske Davanloo Institut. Følger Davanloos metode og hører formelt under organisationen International Institute for Teaching and Research in Davanloo's Technique of Mobilization of the Unconscious and Short-Term Dynamic Psychotherapy[1]. Europæisk webside: http://www.is-tdp.eu/.
- Dansk Selskab for ISTDP Arkiveret 4. december 2013 hos  Wayback Machine. En anden ISTDP-organisation, der hører til ISTDP Institute, ledet af Jon Frederickson.
- Svenska föreningen for ISTDP. Svensk forening for ISTDP.

### Internationalt
- International Experiental Dynamic Therapy Association (IEDTA). Bred international forening, der beskæftiger sig med EDT, som er en overordnet betegnelse for oplevelsesoriterende dynamiske terapier, inkl. ISTDP.
- International Association for Relational Psychoanalysis and Psychotherapy (IARPP).
- Accelerated Experiental-Dynamic Psychotherapy Institute (AEDP Institute). Metode udviklet af Diana Fosha.
- Affect Phobia Therapy (APT). STDP-metode udviklet af Leigh McCullough, der fokuserer på undvegede affekter.